# Ketil Stokkan
Ketil Stokkan (* 29. April 1956 in Harstad) ist ein norwegischer Sänger. Außerdem war er Mitglied der Band Zoo.

## Werdegang
Im Jahre 1986 gewann Stokkan den Melodi Grand Prix 1986, die norwegische Vorentscheidung mit dem Song Romeo. Trotz des Heimvorteils beim Eurovision Song Contest konnte er sich nur im Mittelfeld (Platz 12) platzieren. Im Jahr 1990 gewann er wieder den Melodi Grand Prix, diesmal mit dem Lied Brandenburger Tor. Beim Eurovision Song Contest konnte sich Ketil Stokkan's Pop Band jedoch nur auf dem 21. (letzter) Platz, zusammen mit der finnischen Band Beat.
Heute arbeitet er als Lehrer in einer Schule in seiner Heimatstadt Harstad.

## Diskografie

### Alben
- Romeo (1986)
- To The Bone (1994/als Stokkan)
- All that blues from Norway (1996)
- Æ e’ Nordlending (1998)
- The Blues Edition_Vol. 1 From L2C Live (2014)
- The Blues Edition_Vol. 2 To the Bone (2014)

### Singles
- Ekte mannfolk (1986)
- Enda en vår (1986)
- Ja Papa (1986)
- Kjerringrock (1986)
- Minnebok (1986)
- Pus (1986)
- Stor mann (1986)
- Ut av mitt hjerte (1986)
- Vi overlever rignet (1986)
- Brandenburger Tor (1990/als Ketil Stokkan’s Pop Band)
- Beina på jorda (1991/als Ketil Stokkan’s Pop Band)